# Granard
Granard (iriska: Gránard) är ett samhälle i den östliga delen av Longford i Republiken Irland. Granard ligger där vägarna N55 och R194 korsar varandra.
Bakom den katolska kyrkan finns ruiner efter motte and baileyfestningen från 1100-talet. De byggdes av Richard de Tuit och blev intaget av kungen Johan av England under hans straffexpedition mot Hugh de Lacy år 1210.
I Granard finns även en staty av Saint Patrick som byggdes under 1900-talet.